# فيليبس كريستيان فيسر
فيليبس كريستيان فيسر (بالهولندية: Philips Visser)‏ هو مستكشف وجغرافي وكاتب هولندي، ولد في 8 مايو 1882 في سخيدام في هولندا، وتوفي في 3 مايو 1955 في فاسينار في هولندا.